# Jacques Hébrard
Pour les articles homonymes, voir Hébrard.
Jacques Hébrard est un homme politique français né le 21 février 1841 à Grisolles (Tarn-et-Garonne) et mort le 5 avril 1917 à Menton (Alpes-Maritimes).

## Biographie
Frère d'Adrien Hébrard, il collabore à la gestion du journal Le Temps et écrit dans la rubrique politique. Il est sénateur des Établissements français de l'Inde de 1882 à 1891, siégeant à gauche. Il est sénateur de la Corse de 1894 à 1903, inscrit au groupe de la Gauche républicaine.

## Source
- « Jacques Hébrard », dans le Dictionnaire des parlementaires français (1889-1940), sous la direction de Jean Jolly, PUF, 1960 [détail de l’édition]